# Peter-und-Paul-Kirche (Lüderitz)
Die Peter-und-Paul-Kirche (englisch St. Peter and St. Paul) ist eine der beiden römisch-katholischen Kirchen der Pfarrgemeinde Lüderitz in der gleichnamigen Stadt im Bistum Keetmanshoop in Namibia. 
Die Kirche wurde 1958 fertiggestellt und am 16. Dezember 1958 geweiht. Sie diente als Ersatz für die zu klein gewordene Christkönigkirche. Sie wurde von Pater Fr. A. Habock OSFS entworfen. Von ihm stammt auch ein großer Teil der Innenausmalung.
Hinter dem Hauptaltar befindet sich ein Jesuskreuz in Lebensgröße, das ebenfalls von Habock geformt wurde. Die drei Kirchenglocken sind extra auf den Ton der Felsenkirche abgestimmt worden.